# Rudolf Wolters

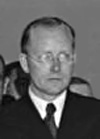
Rudolf Wolters

Rudolf Wolters (* 3. August 1903 in Coesfeld; † 7. Januar 1983) war ein deutscher Architekt und Stadtplaner. Er gehörte der Albert Speer unterstehenden Behörde Generalbauinspektor für die Reichshauptstadt und dem Arbeitsstab für den Wiederaufbau bombenzerstörter Städte an.

## Kindheit und Ausbildung
Wolters war der Sohn des Coesfelder Stadtbaurates Hermann Wolters (1868–1951). Sein Onkel väterlicherseits war Carl Wilhelm Wolters (1878–1954), 1945 Bürgermeister der Stadt Coesfeld. Sein Onkel mütterlicherseits war Peter Klöckner (1863–1940), der Gründer der Klöckner-Werke.

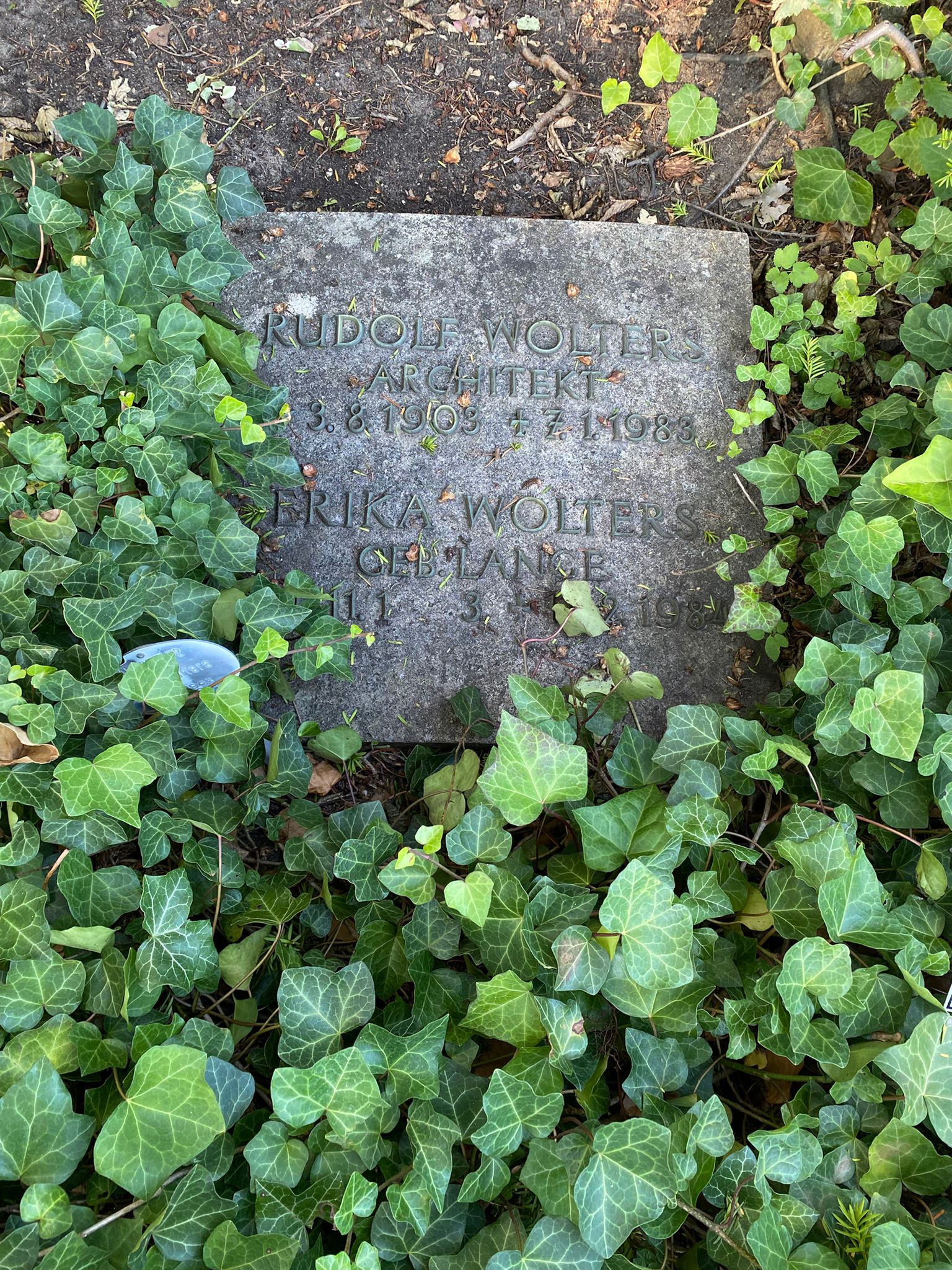
Grabstätte auf dem Friedhof Zehlendorf

Wolters studierte 1923 Architektur zunächst in München und lernte dort Albert Speer und Friedrich Tamms kennen. Gemeinsam wechselten sie 1924 an die Technische Hochschule Berlin. Dort nahm sie Heinrich Tessenow in seine Klasse auf. Wolters schloss 1927 mit dem Diplom ab. Danach arbeitete er im Privatatelier Tessenows und wurde 1929 mit der Dissertation „Vom Grundriß der Empfangsgebäude großer Fernbahnhöfe“ zum Dr.-Ing. promoviert. Im Mai 1932 ging Wolters in die Sowjetunion, um für die Städtebauabteilung der Sibirischen Eisenbahnen in Nowosibirsk zu arbeiten. Im Frühsommer 1933 kehrte er nach Deutschland zurück und wurde anschließend ein Mitarbeiter Speers. Im November 1933 gelangte er über Arbeitsbeschaffungsmaßnahmen zur Planungsabteilung der Reichsbahn. Daneben übernahm er als freier Architekt Aufträge von Albert Speer.

## Funktionen während des Nationalsozialismus

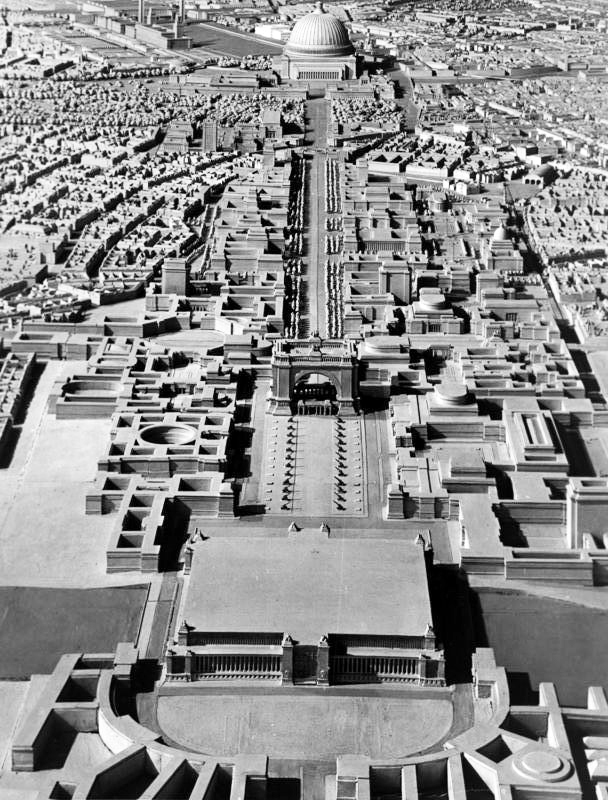
Modell der Neugestaltung Berlins (Nord-Süd-Achse), Foto: Bundesarchiv

Speer machte Wolters 1937 zum Leiter der Abt. I.3 im Hauptamt I (Planungsstelle) in seiner Behörde Generalbauinspektor für die Reichshauptstadt (GBI). Wolters war bei den Planungen für die Welthauptstadt Germania zuständig für die Nord-Süd-Achse, Verkehrsringe und Museen. Dazu gehörte die des repräsentativen Runden Platzes, für den Arno Breker im Auftrag Adolf Hitlers einen mythologischen Apollo-Brunnen entwarf. In seiner Funktion als Pressereferent des Generalbauinspektors schrieb Wolters für Speer Aufsätze, Geleitworte und offizielle Verlautbarungen.
Zusätzliche Aufgaben erhielt Wolters von Joseph Goebbels. Dieser ernannte ihn 1938 zum Schriftleiter der Baukunst, einer Beilage der Zeitschrift Die Kunst im Dritten Reich. Wolters schrieb in dieser Zeitschrift, die im September 1939 auf Wunsch Hitlers in Die Kunst im Deutschen Reich umbenannt wurde, bis zum letzten Heft im Jahre 1944.
Im Januar 1940 wurde Wolters – ebenfalls von Goebbels – zum „Ausstellungskommissar“ ernannt und mit der Organisation der Ausstellung Neue deutsche Baukunst betraut. Diese Ausstellung präsentierte im Ausland Modelle, Großfotos und Pläne der wichtigsten Bauten und Bauvorhaben des Deutschen Reichs und wurde bis 1943 in Belgrad, Sofia, Budapest, Athen, Madrid, Barcelona, Lissabon, Kopenhagen, Istanbul, Ankara und Smyrna gezeigt.
Nach dem Aufstieg Speers zum Nachfolger von Fritz Todt als Minister für Bewaffnung und Munition wurde Wolters in der Organisation Todt (OT) Hauptabteilungsleiter für Kultur, Presse und Propaganda und bereiste im Juni und Oktober 1942 als Chef der OT-Kriegsberichterstaffel Russland.

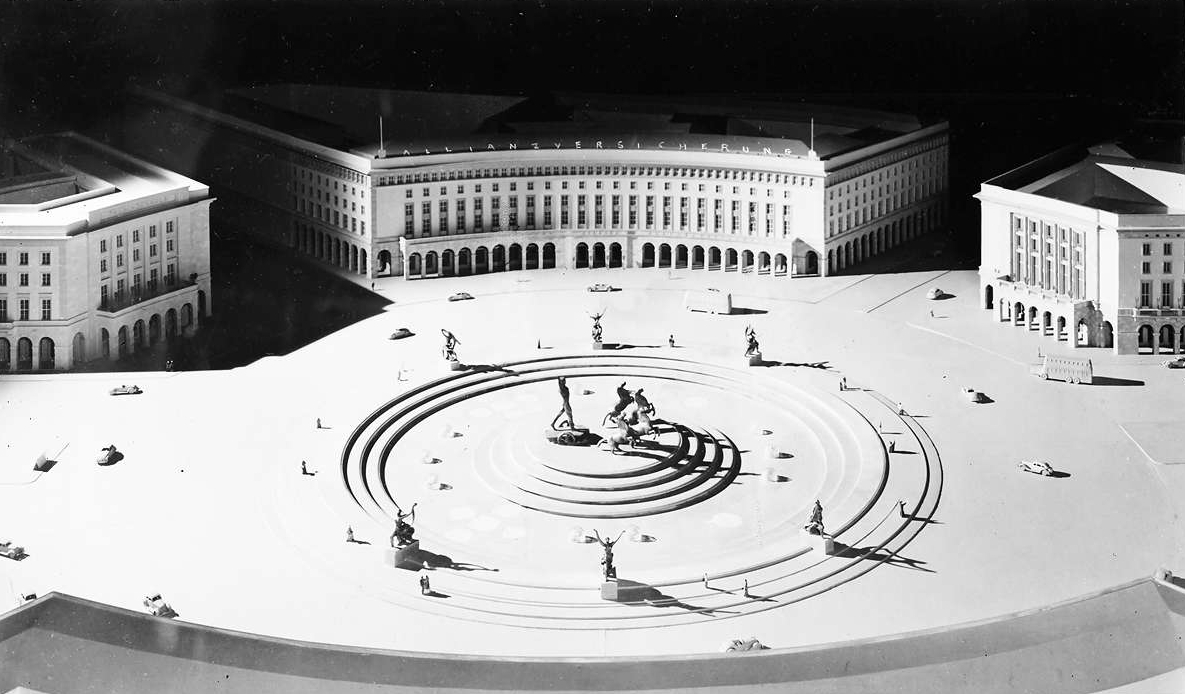
Berlin Tiergarten Runder Platz (Bundesarchiv, Modellfoto, 1939)

Nachdem Hitler am 11. Oktober 1943 einen Erlaß über die Vorbereitung des Wiederaufbaus bombengeschädigter Städte unterzeichnet hatte, bildete Speer einen entsprechenden Arbeitsstab und machte Wolters am 18. Dezember zu dessen Leiter (Ernennungsurkunde vom 1. Januar 1944 als „Chef des Arbeitsstabes Wiederaufbauplanung zerstörter Städte“). Zu seinem Stellvertreter wurde Konstanty Gutschow ernannt, der allerdings aufgrund seiner Erfahrungen und Verbindungen schon nach kurzer Zeit zum eigentlichen Organisator des Arbeitsstabes wurde. Im Arbeitsstab wurden Schadensstatistiken erstellt und Richtlinien für den Wiederaufbau entwickelt, die nach 1945 teilweise übernommen und realisiert wurden. Im Arbeitsstab entwickelte sich ein Geflecht von persönlichen und sachlichen Beziehungen, das nach dem Ende des Regimes in den Jahren des Wiederaufbaus in Westdeutschland weiterhin sorgsam gepflegt wurde.
Anfang Februar 1945 beauftragt ihn Speer ferner mit dem Aufbau von Nachkriegsbüros zur Planung vorfabrizierten Wohnbaus in Höxter, Oberursel und Flensburg. Ursprünglich sollte Wolters dies gemeinsam mit dem Architekten Walter Schlempp von der dem GBI dienstverpflichteten Baugruppe Schlempp tun. Da dieser aber wegen anderer Verpflichtungen nicht zur Verfügung stand, übernahm der stellvertretende Leiter des Ingenieurbüros Schlempp, der spätere Landwirtschaftsminister und Bundespräsident Heinrich Lübke, diese Aufgabe.

## Nach dem Krieg

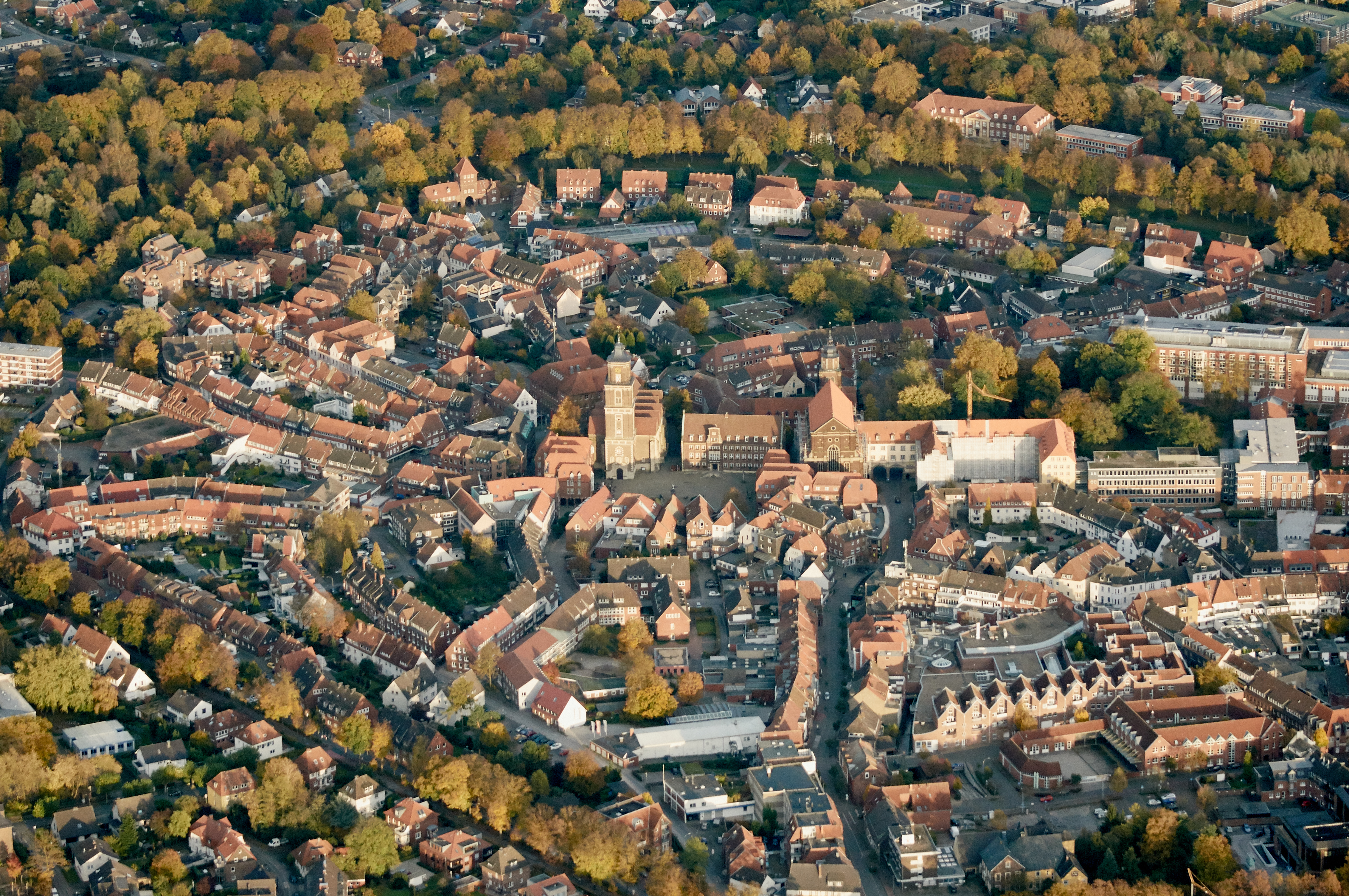
Stadtzentrum Coesfeld 2013

Im Mai 1945 kehrte Wolters in seine Heimatstadt Coesfeld zurück, wo ihn die eben eingesetzte Stadtverwaltung sofort mit der Planung für den Wiederaufbau der Altstadt betraute. Dazu gründete er mit Karl Berlitz eine Bürogemeinschaft, die als Berater Karl Maria Hettlage, den einstigen Leiter des Amtes für Wirtschaft und Finanzen im Reichsministerium für Rüstung und Kriegsproduktion, heranzog. Später wurde das Büro auch für andere westfälische Städte wie Ahaus, Anholt, Borken und Rheine tätig.
Nachkriegsbauten von Wolters stehen unter anderem in Dortmund (Polizeipräsidium), Düsseldorf (Gebäude der Industrie-Kredit-Bank) und Bonn (Hotel Königshof). Rudolf Wolters übergab sein Büro an Johannes und Marlene Eggers.

## Anholter Treffen

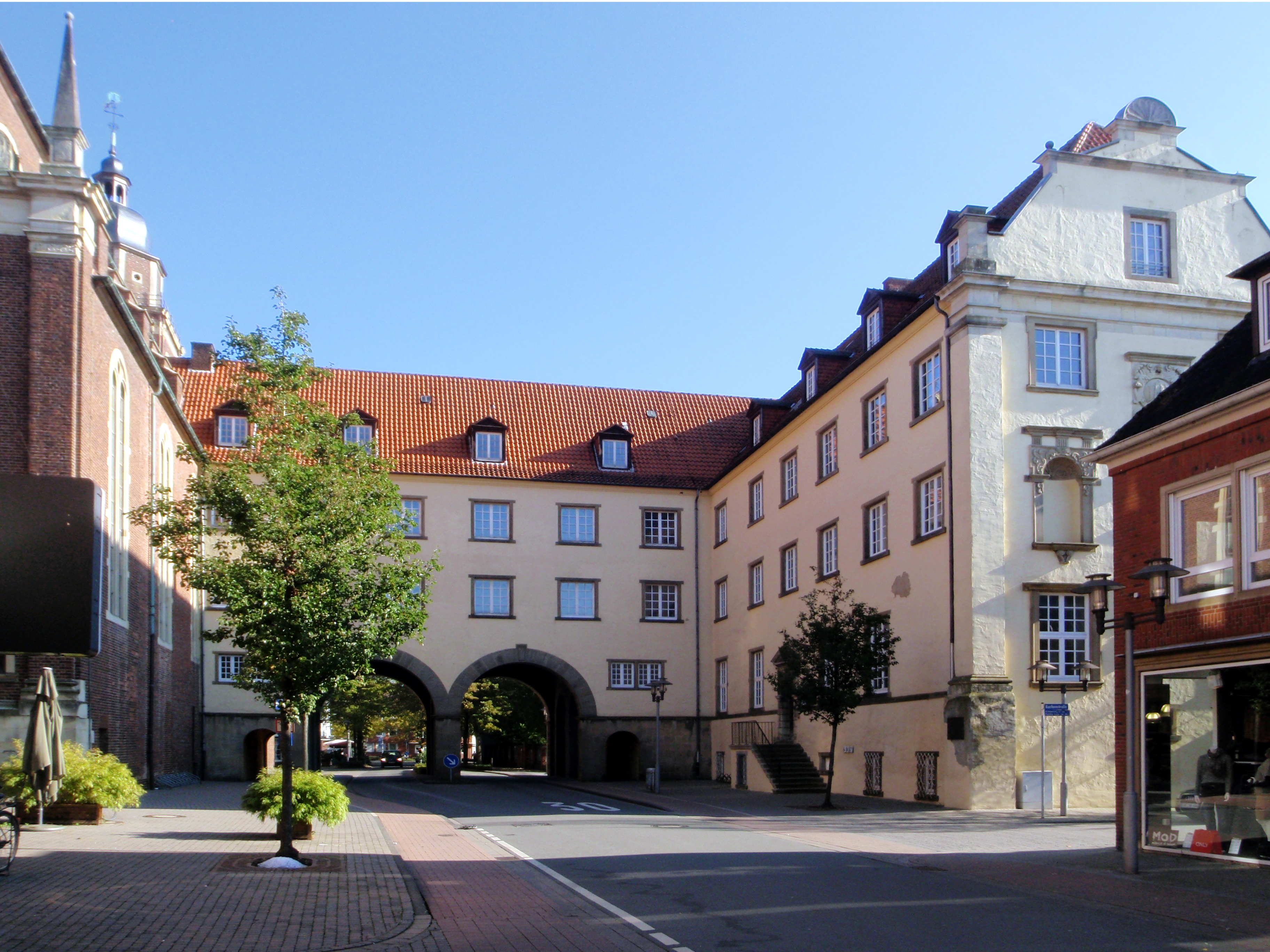
Liebfrauenburg Coesfeld mit Straßendurchbruch von Rudolf Wolters

Von Coesfeld aus bemühte sich Wolters schon bald, Kontakt mit seinen früheren Kollegen vom Generalbauinspektor und dem Arbeitsstab für den Wiederaufbau der bombenzerstörten Städte aufzunehmen, und erkundete deren Aufenthaltsorte. 1946 schien die NS-Vergangenheit bereits weit zurückzuliegen und ohne größere Blessuren überstanden. Mit Blick auf Deutschlands Zukunft – und die eigene – sollte nun auf künftige Entwicklungen Einfluss genommen und sollten Schlüsselpositionen besetzt werden.
Die Personen, die sich auf Wolters’ und Tamms’ Initiative zusammenfanden, wurden später nach dem Ort ihres ersten Zusammentreffens „Anholter Kreis“ genannt. Die Räume auf der Burg Anholt waren ihnen von Nikolaus Leopold Heinrich zu Salm-Salm zur Verfügung gestellt worden.
Das erste dieser Treffen fand vom 23. bis 25. August 1947 statt. Teilnehmer waren Rudolf Wolters, Karl Berlitz, Friedrich Tamms, Ernst Neufert, Konstanty Gutschow und Friedrich Hetzelt. Reinhold Niemeyer und Herbert Rimpl hatten ebenfalls ihre Teilnahme zugesagt, erschienen aber nicht.
Im August 1949 traf man sich zum zweiten Mal, diesmal in Coesfeld, dem Wohnort Wolters’. An diesem Treffen nahmen neben den Teilnehmern auf der Burg Anholt auch Karl Maria Hettlage, Hanns Dustmann und Reinhold Niemeyer teil.

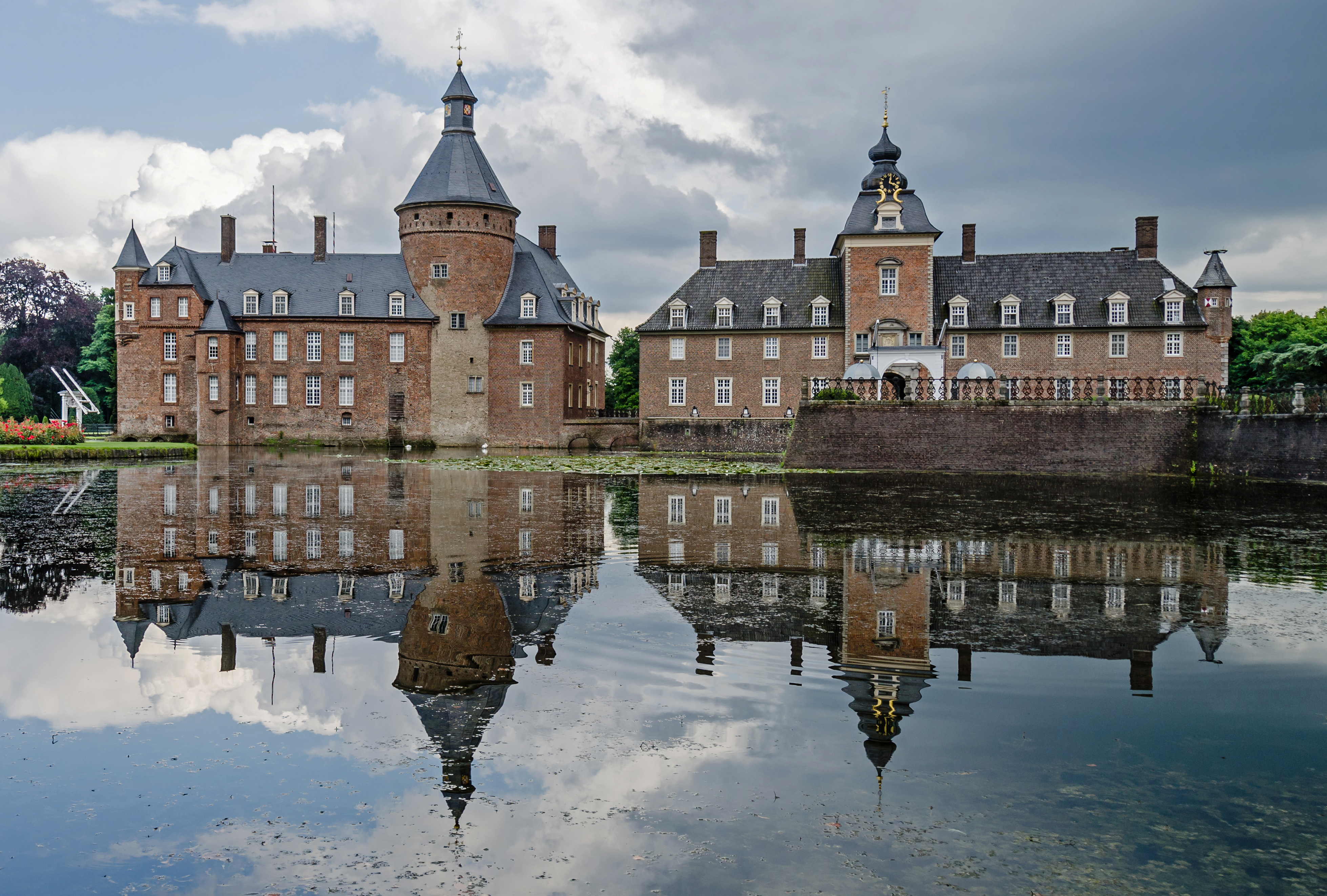
Burg Anholt bei Bocholt, Westfassade (2011)

1950 fand, wieder auf Burg Anholt, ein drittes Treffen statt. Teilnehmer waren wieder Wolters, Berlitz, Tamms, Gutschow, Neufert, Hetzelt, Niemeyer und Dustmann, neu hinzugestoßen war Wilhelm Hübotter. Bei diesen Treffen wurde die Unterstützung des seit den Nürnberger Prozessen im Kriegsverbrechergefängnis Spandau einsitzenden Speer verabredet.

## Späteres Verhältnis zu Albert Speer
Wolters sammelte Speers Kassiber aus dem Kriegsverbrechergefängnis Spandau. Die Kassiber waren die Grundlage für Speers Bücher Erinnerungen und Spandauer Tagebücher. Speers Familie wurde über einen sogenannten „Schulgeldfonds“ unterstützt, in den ein von Wolters organisierter Freundeskreis (u. a. Walter Rohland, Karl Maria Hettlage und Friedrich Tamms) einzahlte. Nach Speers Haftentlassung 1966 kam es zu Differenzen zwischen den Freunden und 1971 zum Bruch. Wolters, der lebenslang ein Hitleranhänger geblieben war, warf Speer vor, in Nürnberg die ehemaligen Mitstreiter verraten zu haben. Der endgültige Bruch in tiefer Verachtung erfolgte, als der nicht Englisch sprechende Wolters Auszüge eines umfangreichen Interviews, 1971 geführt vom Journalisten Eric Norden für die Zeitschrift Playboy, in deutscher Übersetzung in der Zeitschrift Quick las. Als Chronist Speers gelangte Wolters in den 1980er Jahren erneut in die öffentliche Aufmerksamkeit. Seit 1941 hatte Wolters eine Chronik der Speerdienststellen verfasst, die letztlich Speers tiefe Verstrickung in das NS-Regime und seine Beteiligung an den Zwangsräumungen von Juden in Berlin dokumentieren. Der Weg dieser zwischenzeitlich verfälschten und dadurch Speer entlastenden Chronik wurde durch den Historiker Matthias Schmidt nachgezeichnet. Wolters machte Schmidt 1980 auf Originaldokumente und auf Fälschungen Speers aufmerksam. Speer indes hatte Schmidt zuvor selbst an Wolters verwiesen.

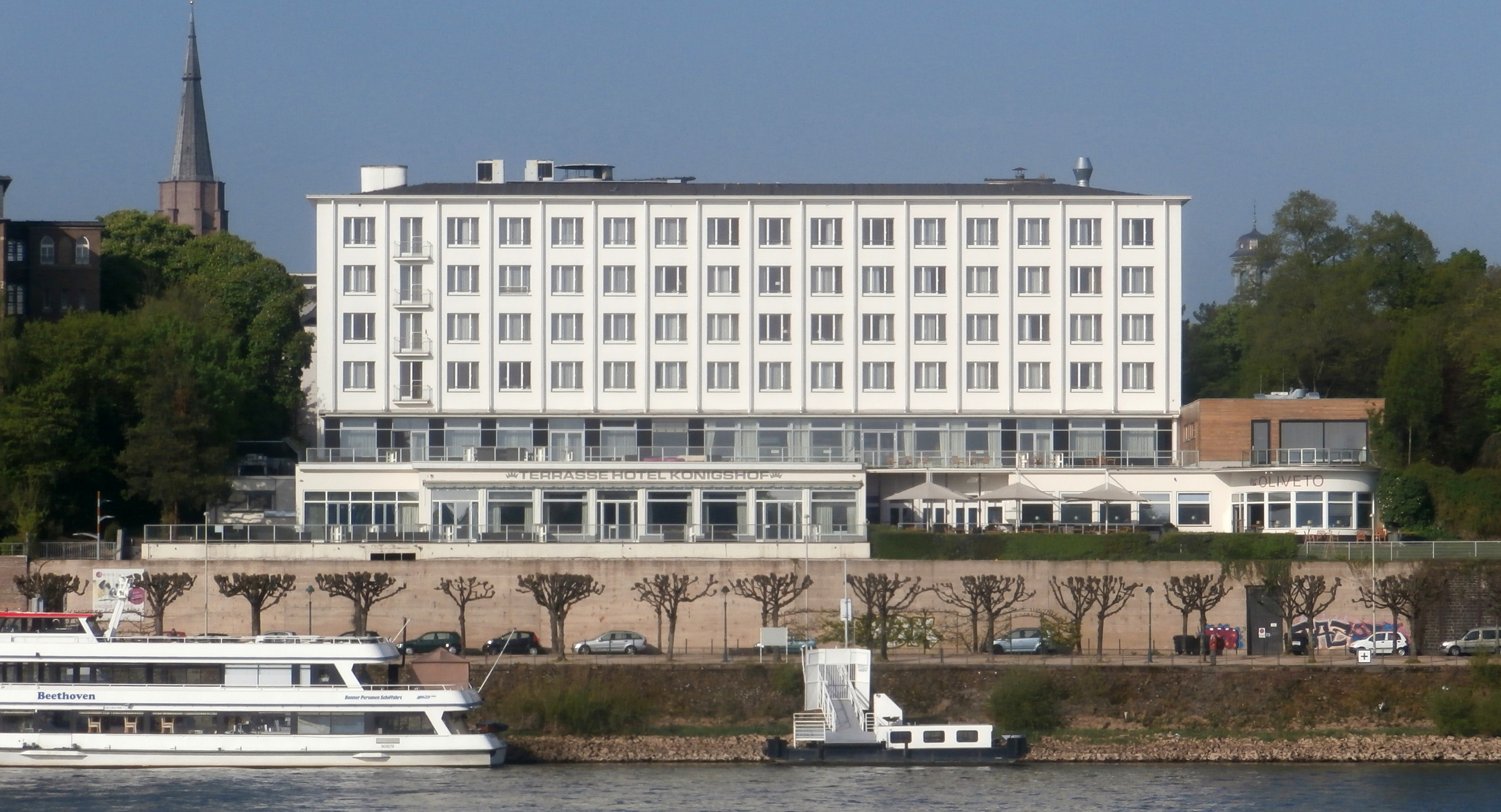
Hotel Königshof Bonn, Architekt Rudolf Wolters (Foto: 2014)

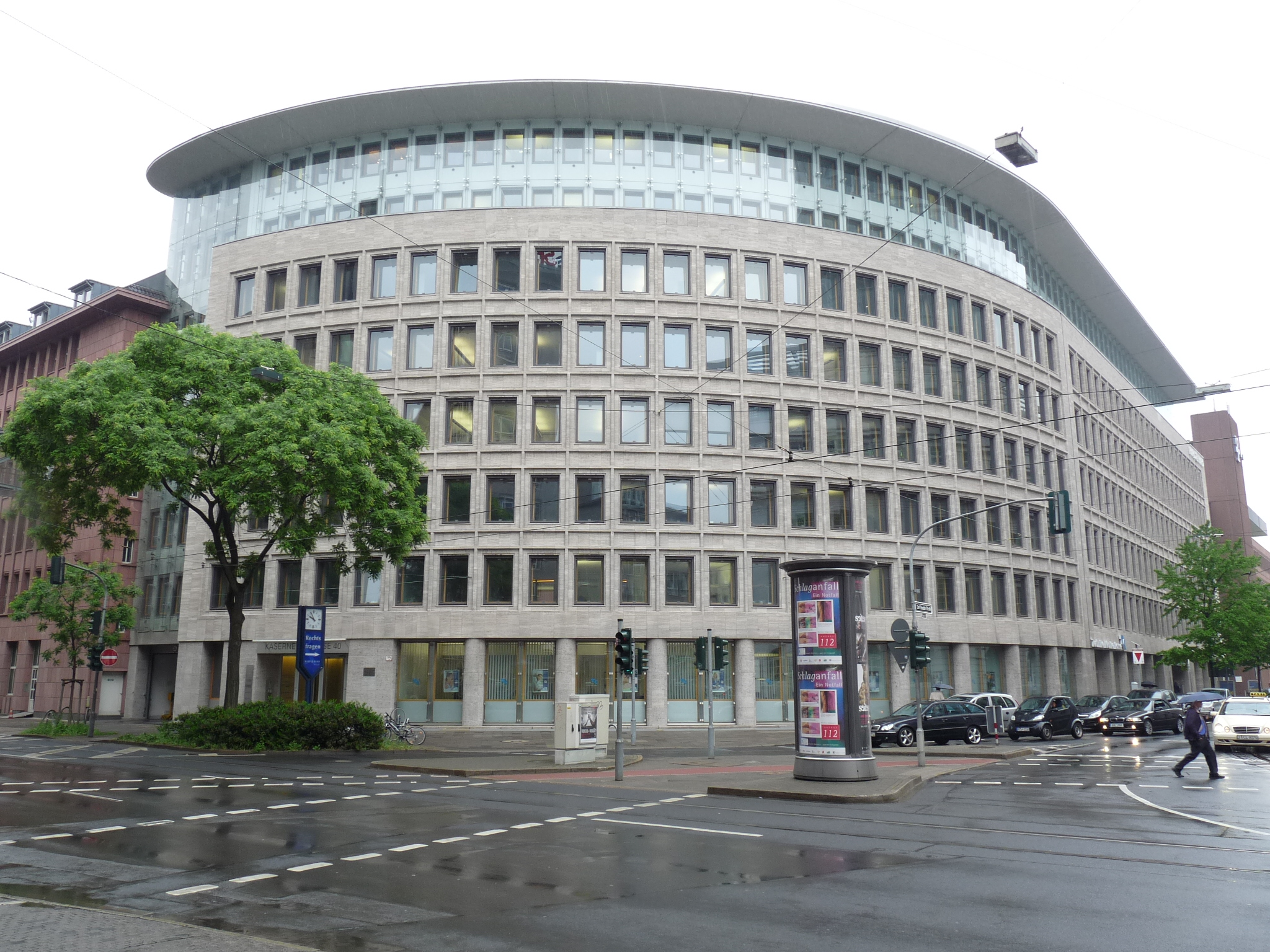
Industrie Kredit Bank Düsseldorf, Architekt Rudolf Wolters (Foto: 2009)

In der Filmserie Speer und Er wird Wolters’ Rolle in Speers Stab und das zunehmend schlechtere Verhältnis zwischen Speer und Wolters thematisiert. Er wird dort als Nationalist beschrieben, der die Verbrechen und negativen Folgen des Nationalsozialismus ausgeblendet und stattdessen die positiven Leistungen hervorgehoben habe. Einen endgültigen Bruch mit der Nazizeit habe er nie vollzogen, sondern seine Sympathie für den Nationalsozialismus durch Devotionalien wie ein Hitlerbild im Schlafzimmer gezeigt. Andererseits sei er aber kein fanatischer Nationalsozialist gewesen, da er mit einer Frau liiert war, deren nahe Verwandte von den Nazis als Juden verfolgt wurden. Ein positiver Zug sei gewesen, dass er Speer und dessen Familie in den 20 Jahren der Haft als treuer Freund beigestanden habe. Umso enttäuschender sei für ihn gewesen, dass Speer später keine Dankbarkeit zeigte und schlecht über die führenden Nazis sprach. Im vierten Teil der Filmreihe, einer begleitenden Dokumentation, kommt auch sein Sohn Friedrich Wolters (* 1942) zu Wort. Dieser spricht von seinem Vater oft nur distanziert als „Rudolf Wolters“ und deutet im weiteren Gesprächsverlauf an, dass es wegen der Haltung seines Vaters zum Zerwürfnis kam. Er übergab den Nachlass seines Vaters dem Landesarchiv Berlin.

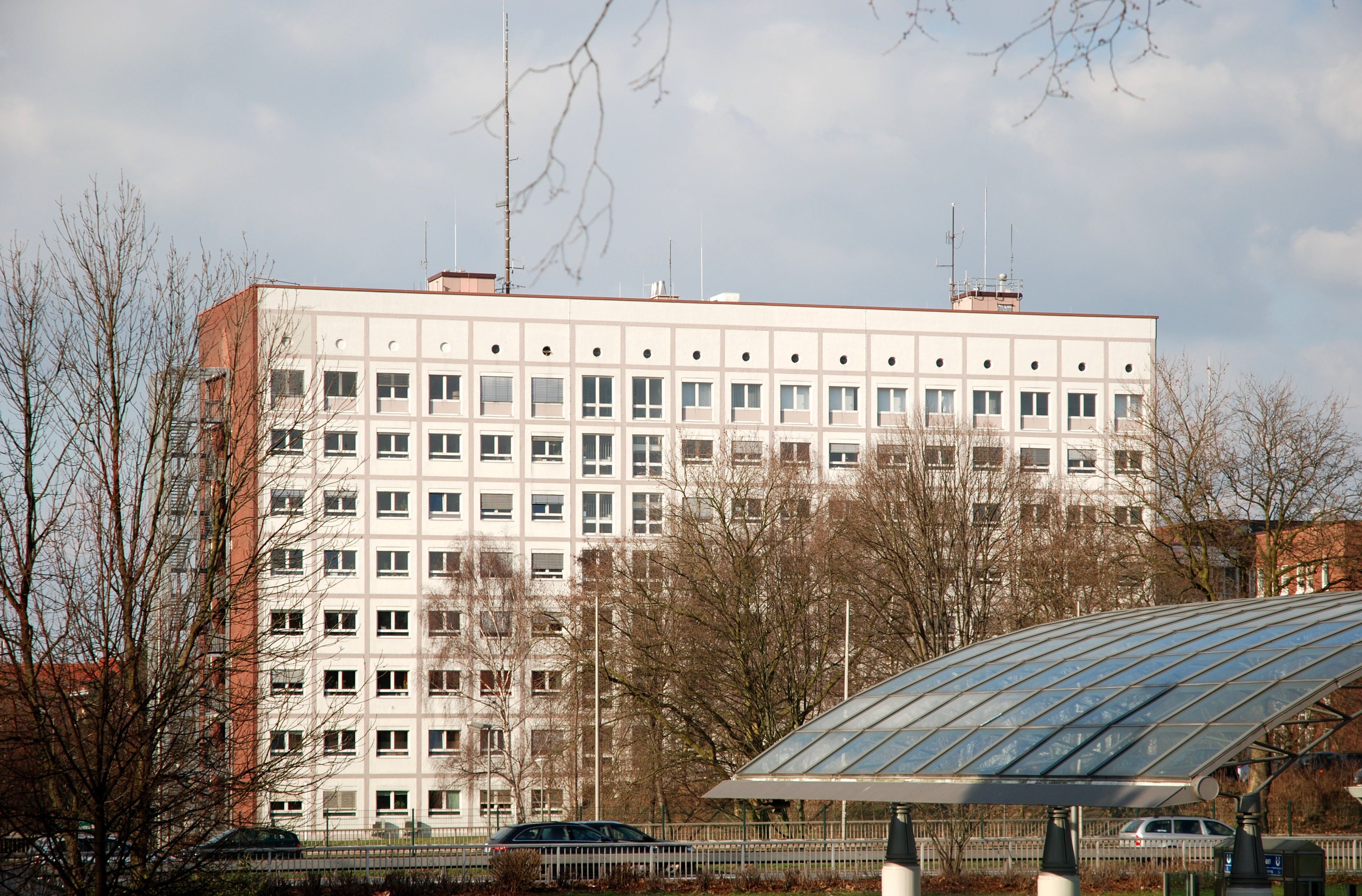
Polizeipräsidium Dortmund, Architekt Rudolf Wolters (Foto: 2009)

Rudolf Wolters starb am 7. Januar 1983 nach langer Krankheit an Krebs. Er ist in Berlin beerdigt. Die Grabstätte befindet sich auf dem Friedhof Zehlendorf.

## Schriften
- Vom Grundriß der Empfangsgebäude großer Fernbahnhöfe. Berlin 1930.
- Spezialist in Sibirien. Verlag Wendt und Matthes, Berlin 1933.
- Neue deutsche Baukunst. Verlag Volk und Reich, Berlin 1940.
- Albert Speer. Verlag Gerhard Stalling, Oldenburg 1943.
- Vom Beruf des Baumeisters. Vom künstlerischen Ringen und Bekennen. Verlag Volk und Reich, Berlin 1944.
- Coesfeld. Fragen und Antworten eines Städtebauers (= Beiträge zur Landes- und Volkskunde des Kreises Coesfeld. Heft 14). Coesfeld 1974.
- Stadtmitte Berlin: stadtbauliche Entwicklungsphasen von den Anfängen bis zur Gegenwart. Wasmuth-Verlag, Tübingen 1978.